# Jean-Michel Raimond
Jean-Michel Raimond (* 11. Dezember 1955 in Orléans) ist ein französischer Physiker, der sich mit Atomphysik und  Quantenoptik befasst.
Er ist der Sohn von Michel Raimond, einem Professor für französische Literatur an der Sorbonne. Raimond besuchte das Lycée Louis-le-Grand und erhielt 1975 die Zulassung an der École normale supérieure (ENS). Er erhielt 1976 den Lizenziats- und 1977 den DEA Abschluss über Rydbergatome an der Universität Paris VI. 1979 erwarb er den ersten Teil seines Doktorats (Thèse de troisieme cycle) bei Serge Haroche in dessen Labor an der ENS über die Laserspektroskopie von Cäsium und erhielt seine Agrégation in Physik. Danach forschte er für das CNRS, ab 1980 im Labor von Haroche an der ENS (Spectroscopie hertzienne, das spätere Labor Kastler-Broussel). 1983 wurde er bei Serge Haroche promoviert (zweiter Teil des französischen Doktorats, Thèse d´Etat), ebenfalls über Rydbergatome in einem Hohlraum. 1988 wurde er Professor an der Universität Paris VI (Pierre et Marie Curie), wo er den Lehrstuhl für Quantenoptik hat. 1994 bis 1999 war er Junior-Mitglied des Institut Universitaire de France und 2001 bis 2011 war er Senior-Mitglied. 2004 bis 2009 leitete er die Physik-Fakultät der ENS. Er ist Mitglied des Labors Kastler-Brossel der ENS und dort in der Gruppe Hohlraum-Quantenelektrodynamik (wie auch Serge Haroche und Michel Brune).
Er untersucht die Grundlagen der Quantenmechanik (Dekohärenz, Mess-Problem) anhand hochangeregter Elektronen in Atomen (Rydbergatome) in Mikrowellen-Hohlräumen mit supraleitenden Wänden, an denen die Wechselwirkung von Atomen mit Licht besonders präzise beobachtet werden kann. Das Gebiet ist auch Arbeitsfeld seines Lehrers Serge Haroche, der dafür 2012 den Nobelpreis bekam. Er befasst sich auch mit Anwendungen im Umfeld des Quantencomputers.
2007 erhielt er den Prix Jean Ricard, 1985 den Prix Fernand Holweck der Academie des Sciences, 1998 den Prix Ampère (mit Michel Brune), 2012 den Gay-Lussac-Humboldt-Preis und 2014 den Edison-Volta-Preis. Er ist Ritter der Ehrenlegion und der Palmes Academiques. 2011 wurde er zum ordentlichen Mitglied der Academia Europaea gewählt.